# Receptory toll-podobne
Receptory toll-podobne, receptory toll-like, TLR (od ang. toll-like receptors) – rodzina białek odgrywająca kluczową rolę w odpowiedzi odpornościowej nieswoistej (wrodzonej).
Nazwa tych receptorów pochodzi od nazwy (toll) wcześniej odkrytego genu muszki owocowej (Drosophila melanogaster).

## Funkcja
Podstawowym mechanizmem immunologicznym odpowiedzi odpornościowej nieswoistej, chroniącej ssaki i owady przed zakażeniem bakteryjnym i wirusowym, są receptory toll-podobne. Ulegają one ekspresji w błonie komórkowej leukocytów, między innymi komórek dendrytycznych, makrofagów, eozynofilów, komórek tucznych, komórek NK, komórkach efektorowych odpowiedzi immunologicznej swoistej (limfocytach T i B) oraz komórek niezwiązanych z układem immunologicznym: nabłonkowych, kardiomiocytów, keratynocytów, śródbłonka naczyń i fibroblastów.

## Rodzaje
Są to błonowe receptory należące do receptorów rozpoznających wzorce (PRR).
Odkryto wiele receptorów toll-podobnych, które oznaczono skrótem od TLR1 do TLR13.
Receptory toll-podobne występują w błonie komórkowej (TLR1, TLR2, TLR4, TLR5, TLR6, TLR10, TLR11), a także wewnątrz komórki w błonie endosomów (TLR3, TLR7, TLR8 i TLR9).
W organizmie ludzkim nie występują receptory TLR11, TLR12 i TLR13, a u myszy nie stwierdzono działającego receptora TLR10.
Pierwsze receptory kodowane przez zmutowany gen toll opisano u muszki owocowej (Drosophila melanogaster), u której są odpowiedzialne za procesy rozwojowe i układ odpornościowy. Homologiczne receptory u kręgowców zostały nazwane receptorami toll-like. Dotychczas zidentyfikowano 13 genów u myszy i ludzi, które kodują TLR rozpoznające wzory molekularne – specyficzne struktury molekularne będące komponentami patogennych mikroorganizmów, niewystępujące u kręgowców. TLR znaleziono na komórkach odporności wrodzonej kręgowców oraz u roślin w mechanizmach odporności przeciwko wirusom i innym patogenom. Te drogi sygnałowe występują prawdopodobnie u wszystkich organizmów wielokomórkowych.
Wiązanie swoistych antygenów prowadzi do:
- aktywacji czynnika transkrypcji NF-κB oraz do produkcji interferonów α i β
- stymulacji reakcji wrodzonej odpowiedzi przeciwko infekcjom i inicjacji odpowiedzi nabytej przez aktywację dojrzewania komórek dendrytycznych.

## Historia
Nazwa receptora pochodzi z języka niemieckiego i została nadana przez Christiane Nüsslein-Volhard, odkrywczynię mutacji w genie muszki owocowej powodującej niewykształcenie części brzusznej u larw tego owada. Swoją obserwację opisała słowami Das war ja toll! („To było niesamowite!”), a następnie zmutowany gen nazwała toll.
Francuski naukowiec Jules Hoffmann na podstawie późniejszych badań wykazał, że białko toll odgrywa także ważną rolę w odporności muszki owocowej na infekcje grzybicze.
Pod koniec lat 90. XX wieku białko homologiczne do toll drozofili zostało powiązane z mechanizmami odpornościowymi u kręgowców przez grupę badawczą pod kierunkiem Bruce’a Beutlera.
Za swoje odkrycia Hoffmann i Beutler otrzymali w 2011 roku wspólnie po połowie Nagrody Nobla w dziedzinie fizjologii lub medycyny (pozostałą połowę otrzymał Ralph Steinman za zasługi w odkryciu komórek dendrytycznych).